# Zach Brown
(en) Statistiques sur pro-football-reference
Zachary « Zach » Brown, né le 23 octobre 1989 à Beaufort, est un sportif professionnel américain de football américain ayant joué au poste de linebacker pendant huit saisons au sein de la National Football League (NFL).
Au cours de sa carrière, il a joué  pour les Titans du Tennessee (2012–2015), les Bills de Buffalo (2016), les Redskins de Washington (2017-2018) et les Eagles de Philadelphie (2019),,,,..
Au niveau universitaire, il a joué pour les Tar Heels de la Caroline du Nord représentants l'université de Caroline du Nord pendant quatre saisons (2008-2011) au sein de la NCAA Division I FBS et sa Atlantic Coast Conference (ACC).

## Sa jeunesse

### Athlétisme
Brown a été un athlète hors pair en football américain, en lutte et en athlétisme lorsqu'il était au collège de Collège Wilde Lake de Columbia (Maryland) (en). En athlétisme, il décroche le titre de classe d"état 3-A dans l'épreuve du 100 mètres avec un temps de 10,67 secondes devenant le premier étudiant à remporter un tel titre en athlétisme de l'histoire de son collège. Dans l'épreuve du 200 mètres, son meilleur temps a été de 21,52 secondes. Brown obtient son diplôme de Wild Lake en 2007.
Brown pratique également l'athlétisme lorsqu'il intègre l'Université de Caroline du Nord. Ses meilleurs temps seront de 6,72 secondes dans l'épreuve du 60 mètres et 21,75 secondes sur le 200 mètres.
Il est également reconnu pour ses caractéristiques inhabituelles (il mesure 1,9 m et pèse 112 kg et sa vitesse pour le poste de linebacker. Brown réalise un temps de 4,28 secondes lors du sprint de 40 yards alors qu'il est à l'université.

### Lutte
Brown a également été un lutteur hors pair en lutte lorsqu'il était au collège puisqu'il a remporté lors de son année senior les titres des championnats de l'état, de la région et du conté dans la catégorie de 98 kg. Il est invaincu et affiche un bilan lors de cette saison de 25 luttes sans défaite. Brown avait terminé son année junior avec un bilan de 30 victoires pour une défaite, juste battu en finale de l'état mais champion de sa région et du comté. Cette seule défaite est encourue contre le double champion de l'état John Holloway du Collège Magruder. Comme freshman, Brown a été finaliste du championnat du conté dans la catégorie 78 kg et s'est classé 3e lors du championnat de sa région. Il ne sera pas classé au championnat de l'état et termine sa saison freshman avec un bilan de 23 victoires pour 6 défaites.

## Carrière universitaire
Brown est diplômé de l'université de Caroline du Nord en 2011. En football américain, lors de son année freshman, il est considéré comme réserviste au poste de linebacker et joue occasionnellement avec les équipes spéciales. L'année suivante, Brown est titulaire au cours de six matchs au poste de weak-side linebacker. Il participe également à diverses compétitions d'athlétisme pour le compte de l'université. Comme junior, Brown se classe second de son équipe au nombre de tacles et est capitaine des équipes spéciales même s'il n'est titulaire qu'à cinq reprises. Zach Brown comptabilise 105 tacles (13½ tacles pour perte), 3 interceptions et 5½ sacks au cours de son année senior.

## Carrière professionnelle
Brown se présente au NFL Scouting Combine à Indianapolis dans l'Indiana et y effectue la majorité des épreuves. le 19 mars 2012, Brown participe au Pro Day de la Caroline du Nord et y effectue toutes les épreuves à l'exception du saut en longueur. Brown effectue également un entraînement privé chez les Ravens de Baltimore et effectue une visite avant la draft chez les Lions de Détroit,. Avant la draft, il est considéré comme un probable choix de second ou de troisième tour par les experts NFL et est classé 6e meilleur outside linebacker de la draft par DraftScout.com, 6e meilleur linebacker par Gil Brandt (en) (analyste NFL) et 9e meilleur outside linebacker par Mike Mayock (en) (analyste NFL),.

### Titans du Tennessee (2012-2015)
Les Titans du Tennessee sélectionnent Brown en 52e choix global lors du second tour de la draft 2012 de la NFL. Il est le 8e linebacker sélectionnée lors de cette draft,,.

#### 2012
Le 12 mai 2012, Brown signe un contrat de quatre ans avec les Titans pour un montant de 3,85 millions de $ dont 1,81 million garantis et 1,24 million de bonus à la signature. Pendant le camp d'entraînement, Brown entre en compétition avec Will Witherspoon (en) pour devenir titulaire au poste de weakside linebacker. L'entraîneur principal Mike Munchak désigne Brown comme second à ce poste derrière Will Witherspoon pour commencer la saison.
Il fait ses débuts professionnels lors du premier match de saison régulière 2012 des Titans joué contre les Patriots de la Nouvelle-Angleterre et il y effectue trois tacles (défaite 13 à 34). La semaine suivante, Brown est titularisé pour la première fois de sa carrière pro, Will Witherspoon ayant été déplacé au poste de middle linebacker pour remplacer Colin McCarthy (en) blessé pour une durée de trois semaines à la cheville. Brown termine le match contre les Chargers de San Diego (défaite 10 à 38) avec dix tacles (dont six en solo). Il réussit également son premier sack pro sur le quarterback Philip Rivers en second quart temps (cinq yards adverses perdus). Le 11 novembre 2012, Brown enregistre quatre tacles en solo, dévie une passe adverse et réalise sa première interception (victoire 37 à 3 contre les Dolphins de Miami en 10e semaine. Lors du quatrième quart temps, Brown intercepte une passe de quarterback Ryan Tannehill initialement adressée au wide receiver Jabar Gaffney (en). Il remonte le terrain sur 47 yards avant de se faire tacler par Tannehill. En 12e semaine, il effectue la meilleure performance de sa saison avec dix tacles (dont huit en solo) malgré la défaite 19 à 24 contre les Jaguars de Jacksonville. Le 30 décembre 2012 en 17e semaine, Brown effectue quatre tacles, dévie trois passes, réussi un sack et retourne deux interceptions en touchdown lors de la victoire 38 à 20 contre Jacksonville. Brown y intercepte une passe du quarterback Chad Henne destinée au tight end Marcedes Lewis et la retourne sur 79 yards pour inscrire son premier touchdown pro au cours du second quart temps. En troisième quart temps, il intercepte une nouvelle passe destinée au wide receiver Toney Clemons (en) et la retourne sur 30 yards pour un second touchdown. Brown termine sa saison rookie avec un total de 93 tacles (dont 68 en solo), 5½ sacks, cinq passes déviées, trois interceptions, deux touchdowns, recouvre deux fumbles et force un fumble adverse au cours des 16 matchs joués dont 14 comme titulaire.

#### 2013
Brown débute les camps d'entraînement comme titulaire au poste de weakside linebacker à la suite du départ de Will Witherspoon aux Rams de Saint-Louis lors de la free agency. L'entraîneur principal, Mike Munchak, le désigne avec Akeem Ayers (en) comme titulaire au poste d'outside linebacker pour commencer la saison régulière 2013. Ils sont associés au middle linebacker Colin McCarthy (en). Lors du premier match de saison régulière chez les Steelers de Pittsburgh (victoire 16 à 9), il effectue huit tacles en solo, dévie une passe et réussit deux sacks (meilleure performance de sa saison). En deuxième semaine, il réussit douze tacles (meilleur nombre de la saison) dont onze en solo au cours de la défaite 24 à 30 chez les Texans de Houston. En 15e semaine, Brown est mis sur le banc lors de la défaite 34 à 37 en prolongation contre les Cardinals de l'Arizona. Il est remplaçant également lors du match suivant. Il termine la saison 2013 avec un bilan de 91 tacles (dont 52 en solo), cinq passes déviées, quatre sacks, une interception et un fumble forcé au cours des seize matchs joués dont treize comme titulaire.

#### 2014
Le 4 janvier 2014, les Titans du Tennessee annoncent le licenciement de l'entraîneur principal Mike Munchak, la franchise ayant terminé la saison précédente avec un bilan négatif de 7-9. Le nouvel entraîneur principal, Ken Whisenhunt (en) engage Ray Horton (en) pour remplacer Jerry Gray (en) au poste de coordinateur défensif de la franchise et décide de passer de la tactique défensive 4-3 defense à la 3-4 defense Brown est déplacé au poste d'inside linebacker et entre en compétition avec Wesley Woodyard, Colin McCarthy, Moise Fokou (en), Zaviar Gooden (en) et Avery Williamson. Ken Whisenhunt désigne Brown et Wesley Woodyard comme titulaires en début de saison régulière et sont associés avec les outside linebackers Derrick Morgan (en) et Kamerion Wimbley (en). Lors du premier match de la saison régulière contre les Chiefs de Kansas City (victoire 26 à 10), Brown est titulaire mais doit sortir au cours du premier quart temps à la suite d'une blessure occasionnée à l'épaule. Le 16 septembre 2014, les Titans le placent officiellement dans la liste des réservistes blessés (injured reserve) pour le reste de la saison 2014, Brown s'étant en fait déchiré le muscle pectoral,.

#### 2015
Pendant les camps d'entraînement, Brown entre en compétition avec Wesley Woodyard et Avery Williamson pour redevenir titulaire au poste d' inside linebacker. L'entraîneur principal Ken Whisenhunt désigne Brown et Avery Williamson comme titulaire aux postes d'inside linebackers pour commencer la saison régulière 2015 aux côtés des outside linebackers Brian Orakpo et Derrick Morgan.
Le 27 septembre 2015, Brown enregistre cinq tacles, une passe déviée et effectue une interception lors de la défaite 33 à 35 contre les Colts d'Indianapolis en 3e semaine. Malgré cette performance, l'entraîneur assistant Dick LeBeau le replace en 4e semaine comme réserviste. Wesley Woodyard décide de le remettre titulaire ensuite pour le reste de la saison. En 6e semaine, il réalise sa meilleure performance de la saison avec 12 tacles (dont 8 en solo) lors de la défaite 10 à 38 contre les Dolphins de Miami.
Brown termine la saison avec un bilan de 77 tacles (dont 55 en solo), trois passes déviées, deux interceptions et ½ sack lors des 16 matchs joués dont 5 comme titulaire. Il reçoit une note globale de 69,9 de Pro Football Focus en 2015 ce qui le situe à la 30e place des linebackers NFL.

### Bills de Buffalo (2016)
Le 4 avril 2016, les Bills de Buffalo et Brown signent un contrat d'un an d'un montant de 1,25 million de $ dont 450 000 $ de bonus à la signature,. Pendant les camps d'entraînement, Brown se bat pour être titulaire au poste d' inside linebacker avec Reggie Ragland (en), Brandon Spikes (en), Preston Brown (en) et David Hawthorne (en). Brown gagne sa place de titulaire après que Reggie Ragland ne déchire son ligament croisé antérieur en début des camps. Il débute à ce poste en compagnie de Preston Brown et aux côtés des outside linebackers Jerry Hughes et Lorenzo Alexander.
Lors du premier match des Bills en saison régulière 2016 contre les Ravens de Baltimore, il enregistre huit tacles malgré la défaite 7 à 13. Le 2 octobre 2016, Brown réalise la meilleure performance de sa carrière avec 17 tacles (dont 12 en solo) et un sack lors de la victoire 16 à 0 contre les Patriots de la Nouvelle-Angleterre en 4e semaine. Le 11 décembre 2016, Brown effectue sept tacles en solo, une passe déviée, et intercepte une passe du quarterback Ben Roethlisberger lors de la défaite 20 à 27 contre les Steelers de Pittsburgh en14e semaine. Le 20 décembre 2016, Brown est sélectionné comme remplaçant pour le Pro Bowl 2017. Le 27 décembre 2016, les Bills de Buffalo déclarent se séparer de leur entraîneur principal Rex Ryan, conséquence d'une saison précédente terminée sur un bilan négatif de 7-9 sans qualification pour la phase éliminatoire. C'est Anthony Lynn, son assistant et entraîneur des running backs qui le remplace comme intérimaire pour le dernier match de la saison. Brown débute les 16 matchs de la saison comme titulaire pour la première fois de sa carrière. Il réalise le meilleur total de tacles de sa carrière (149 dont 97 en solo) sur une saison avec quatre passes déviées, quatre sacks, force deux fumbles et effectue une interception. Sur la saison 2016, Brown se classe second des joueurs NFL en nombre de tacles derrière Bobby Wagner lequel en a réalisé 167. Le 23 janvier 2017, Brown est sélectionné pour jouer le Pro Bowl 2017 en remplacement du linebacker des Patriots, Dont’a Hightower,.

### Redskins de Washington (2017-2018)

#### 2017
Brown devient agent libre sans restriction (unrestricted free agent) en 2017 et est considéré par les analystes NFL comme un des meilleurs agent libre au poste de linebacker. Il rencontre plusieurs équipes dont les Raiders d'Oakland, les Dolphins de Miami, les Redskins de Washington et les Bills de Buffalo. Ces derniers sont intéressés pour le re-signer mais retirent leur offre de contrat un peu plus tard.
Le 3 avril 2017, les Redskins de Washington engagent Brown (contrat d'un an pour 2,30 millions de $ dont 700 000 $ garantis et 500 000 $ de prime à la signature,. Brown débute les camps d'entraînement avec le statut de titulaire au poste de linebacker. L'entraîneur principal Jay Gruden désigne Brown et Mason Foster (en) comme titulaires au poste d'inside linebackers n début de saison régulière. Ils évoluent aux côtés des outside linebackers Ryan Kerrigan et Preston Smith (en).
Le 23 octobre 2017, Brown enregistre son record de saison avec treize tacles dont dix en solo et 1½ sack lors de la défaite 34 à 24 contre les Eagles de Philadelphie en 7e semaine. Le 10 décembre 2017, Brown effectue dix tacles dont cinq en solo mais doit quitté le match en quatrième quart temps à cause d'une blessure au pied (défaite 30 à 13 contre les Redskins) et ne joue plus du reste de la saison. Brown termine la saison avec un bilan de 127 tacles (84 en solo), 2½ sacks, deux passes déviées lors des treize matchs joués tous comme titulaire.

#### 2018
Le 15 mars 2018, les Washington Redskins signent avec Brown un contrat de trois ans pour un montant de 24 millions de $ dont 10 millions garantis et un bonus à la signature de 4,5 millions,.
L'entraîneur principal Jay Gruden conserve Brown, Foster, Kerrigan et Smith comme titulaires aux postes de linebackers en 2018. Le 30 décembre 2018, Brown enregistre sa meilleure performance de la saison avec onze tacles (neuf en solo) lors de la défaite 24 à rien contre les Eagles de Philadelphie en 17e semaine. Il termine la saison 2018 avec 96 tacles (69 en solo), un sack et une passe déviée lors des seize matchs joués dont douze comme titulaire. Brown obtient une cote générale de 89.2 de Pro Football Focus en 2018 soit la troisième meilleur cote des linebackers NFL de la saison.
Le 13 mars 2019, Brown est libéré par les Redskins.

### Eagles de Philadelphie (2019)
Le 3 mai 2019, Brown signe un contrat d'un an avec les Eagles de Philadelphie pour un montant de 3 millions de $. Il est libéré le 14 octobre 2019 après avoir participé aux six premier matchs de la saisons régulière.

### Cardinals de l'Arizona (2019)
Le 1er novembre 2019, Brown s'engage avec les Cardinals de l'Arizona  mais ceux-ci le libèrent après cinq jours,.

## Trophées et récompenses

### NCAA
- Sélectionné dans la l'équipe type de l'Atlantic Coast Conference : 2011.

### NFL
- Sélectionné au Pro Bowl : 2016 ;
- Sélectionné dans la deuxième équipe All-Pro : 2016.

## Statistiques

### NCAA
| Année          | Équipe                           | Statut         | MJ |       | Plaquages | Plaquages | Plaquages | Plaquages |       | Interceptions | Interceptions | Interceptions | Interceptions |  | Fumbles | Fumbles |
| Année          | Équipe                           | Statut         | MJ | Total | Seul      | Ast.      | Sacks     | Nb.       | Yards | Déf.          | TD            | Nb.           | Rec.          |  |         |         |
| 2008           | Tar Heels de la Caroline du Nord | Fr             | 8  | 6     | 4         | 2         | 0         | 0         | 0     | 0             | 0             | 0             | 0             |  |         |         |
| 2009           | Tar Heels de la Caroline du Nord | So             | 13 | 47    | 30        | 17        | 0         | 1         | 0     | 0             | 0             | 0             | 0             |  |         |         |
| 2010           | Tar Heels de la Caroline du Nord | Jr             | 13 | 72    | 47        | 25        | 0         | 3         | 113   | 0             | 0             | 0             | 0             |  |         |         |
| 2011           | Tar Heels de la Caroline du Nord | Sr             | 13 | 105   | 62        | 43        | 5,5       | 3         | 24    | 0             | 0             | 0             | 0             |  |         |         |
| Totaux en NCAA | Totaux en NCAA                   | Totaux en NCAA | 47 | 230   | 143       | 87        | 5,5       | 8         | 137   | 0             | 0             | 0             | 0             |  |         |         |

### NFL Scouting Combine
| Taille              | Poids           | Bras           | Main          | Sprint   | Sprint   | Sprint   | Shuttle 20 yards | 3 cones drill | Détente       | Détente            | Développé couché | Test Wonderlic |
| Taille              | Poids           | Bras           | Main          | 40 yards | 10 yards | 20 yards | Shuttle 20 yards | 3 cones drill | verticale     | horizontale        | Développé couché | Test Wonderlic |
| 1,86 m (6 ft 1¼ in) | 111 kg (244 lb) | 84 cm (33¼ in) | 24 cm (9½ in) | 4,48 s   | 1,62 s   | 2,64 s   | 4,32 s           | 7,26 s        | 89 cm (35 in) | 2,95 m (9 ft 8 in) | 22               | -              |

### NFL
| Année                            | Équipe                           | MJ  |       | Plaquages | Plaquages | Plaquages | Plaquages |       | Interceptions | Interceptions | Interceptions | Interceptions |  | Fumbles | Fumbles |
| Année                            | Équipe                           | MJ  | Total | Seul      | Ast.      | Sacks     | Nb.       | Yards | Déf.          | TD            | Nb.           | Rec.          |  |         |         |
| 2012                             | Titans du Tennessee              | 16  | 092   | 68        | 24        | 5,5       | 3         | 156   | 5             | 2             | 1             | 2             |  |         |         |
| 2013                             | Titans du Tennessee              | 16  | 091   | 72        | 19        | 4,0       | 1         | 03    | 5             | 0             | 1             | 1             |  |         |         |
| 2014                             | Titans du Tennessee              | 1   | -     | -         | -         | -         | -         | -     | -             | -             | -             | -             |  |         |         |
| 2015                             | Titans du Tennessee              | 16  | 077   | 55        | 22        | 0,5       | 2         | 045   | 3             | 0             | 0             | 0             |  |         |         |
| 2016                             | Bills de Buffalo                 | 16  | 149   | 97        | 52        | 4,0       | 1         | 0     | 4             | 0             | 2             | 0             |  |         |         |
| 2017                             | Redskins de Washington           | 13  | 127   | 84        | 43        | 2,5       | 0         | 0     | 2             | 0             | 0             | 0             |  |         |         |
| 2018                             | Redskins de Washington           | 16  | 096   | 69        | 27        | 1,0       | 0         | 0     | 1             | 0             | 2             | 0             |  |         |         |
| 2019                             | Eagles de Philadelphie           | 06  | 031   | 17        | 14        | 0,0       | 0         | 0     | 2             | 0             | 0             | 0             |  |         |         |
| Totaux chez les Titans (4 ans)   | Totaux chez les Titans (4 ans)   | 49  | 260   | 195       | 65        | 10,0      | 6         | 204   | 13            | 2             | 2             | 3             |  |         |         |
| Totaux chez les Bills (1 an)     | Totaux chez les Bills (1 an)     | 16  | 149   | 97        | 52        | 4,0       | 1         | 0     | 4             | 0             | 2             | 0             |  |         |         |
| Totaux chez les Redskins (2 ans) | Totaux chez les Redskins (2 ans) | 29  | 223   | 153       | 70        | 3,5       | 0         | 0     | 3             | 0             | 2             | 0             |  |         |         |
| Totaux en NFL                    | Totaux en NFL                    | 100 | 664   | 462       | 202       | 17,5      | 7         | 204   | 22            | 2             | 6             | 3             |  |         |         |